# Ottinger-Reiter-Marsch
Ottinger-Reiter-Marsch, op. 83, är en marsch av Johann Strauss den yngre. Den spelades första gången den 6 oktober 1850 i Volksgarten i Wien. 

## Historia
Verket är, i likhet med Triumph-Marsch (op. 69),  Attaque-Quadrille (op. 76) och Wiener-Garnison-Marsch (op. 77), ett försök från kompositörens sida att få allmänheten att glömma hans sympatier och bidrag till marsrevolten 1848. Det låter kanske opportunistiskt, men var förmodligen nödvändigt för hans konstnärliga framtid. Att marschen är tillägnad general Franz von Ottinger (1793-1869) kan tyckas lite konstigt. Generalen slog ned åtskilliga uppror med stor fasthet och bekämpade särskilt de upproriska ungrarna (vilka ansåg sig vara frihetskämpar). Han tilldelades Österrikes finaste orden, Maria-Teresiaorden av kejsaren Frans Josef I men var hatad av många österrikare. Strauss var därför tvungen att lägga till en förklaring i sin tillägnan och förklara att kompositionen var ett beställningsverk av officerarna i kyrassiärregementet Graf Wallmoden.  

## Om marschen
Speltiden är ca 2 minuter och 23 sekunder plus minus några sekunder beroende på dirigentens musikaliska tolkning.

## Weblänkar
- Dynastin Strauss 1850 med kommentarer om Ottinger-Reiter-Marsch.
- Ottinger-Reiter-Marsch i Naxos-utgåvan.